# Trocherateina necysia
Trocherateina necysia är en fjärilsart som beskrevs av Druce 1892. Trocherateina necysia ingår i släktet Trocherateina och familjen mätare. Inga underarter finns listade i Catalogue of Life.